# ABINGDON ROAD
『ABINGDON ROAD』（アビンドン・ロード）は、abingdon boys school2作目のアルバム。2010年1月27日発売。発売元はエピックレコードジャパン。アルバム名のABINGDONはバンド名のアビングドンではなく、アビンドンと発音。

## 解説
- 前作『abingdon boys school』から約2年振りのアルバム。
- 初回生産限定盤は「イナズマロックフェス2009」ライブ映像収録DVDを同梱。三方背BOX仕様。「From Dusk Till Dawn」（初回仕様限定盤）とのW購入特典応募葉書封入。
- 通常盤初回仕様はオリジナルフォトブック封入。「From Dusk Till Dawn」（初回仕様限定盤）とのW購入者特典応募葉書封入。

## 収録曲
作詞：西川貴教／編曲：abingdon boys school（特記以外）
1. STRENGTH. (4:33)
  - 作曲：岸利至

5thシングル。
2. PINEAPPLE ARMY　(4:38)
  - 作曲：柴崎浩
3. and I love...　(5:58)
  - 作曲：岸利至

「Stay仮」という仮題がついていた。
1stアルバム製作時既に存在した楽曲で、本作の中で最後に完成。
4. JAP　(3:55)
  - 作曲：柴崎浩

6thシングル。
5. 蒼焔 -SOUEN- feat. BASI, サッコン, FUNKYMIC from 韻シスト　(3:38)
  - 作詞：西川貴教、BASI、サッコン、FUNKYMIC　作曲：柴崎浩

ライブイベント「イナズマロック フェス2009」ではUVERworldのTAKUYA∞が客演。
レコーディングの都合が付かなかったTAKUYA∞に代わり韻シストの3名が参加（TAKUYA∞の紹介）。
6. 潮騒　(4:20)
  - 作曲：岸利至

ファンクラブ会員限定ライブで初披露された曲。
7. From Dusk Till Dawn -INCH UP-　(5:16)
  - 作曲：柴崎浩　ストリングスアレンジ：弦一徹

8thシングルのアルバム・バージョン。弾き語りによるサビが追加。
追加部分の演奏は岸を除くメンバー3人の一発録り。
8. Siren　(4:44)
  - 作曲：柴崎浩　補作詞：Lynne Hobday

柴崎がファンからのリクエストに応え作曲。
9. BLADE CHORD　(4:32)
  - 作曲：SUNAO

4thシングル。
10. キミノウタ　(4:07)
  - 作曲：柴崎浩

7thシングル。
11. Sweetest Coma Again　(5:30)
  - 作詞・作曲：LUNA SEA

LUNA SEAの「Sweetest Coma Again」のカバー。
2008年、彼らのトリビュート・アルバム『LUNA SEA MEMORIAL COVER ALBUM -Re:birth-』にて初出。
12. Gold Eclipse　(1:53)
  - 作曲・編曲：岸利至

Instrumental。次曲へ繋がっている。
13. Valkyrie -Lioleia Mix-　(4:38)
  - 作曲：岸利至

6thシングル「JAP」カップリング曲のアルバム・バージョン。オムニバス『モンハン音楽部 ～MONSTER HUNTER 5th ANNIVERSARY～』収録バージョン。
14. nocturne　(1:55)
  - 作曲・編曲：岸利至

Instrumental。ライブのオープニングSEに使用されている。

### DVD（初回生産限定盤のみ）
INAZUMA ROCK FES. 2009
2009年11月、フジテレビNEXTでの放送内容とほぼ同じだが、一部カメラアングルなどが変更されている箇所が存在する。
1. Opening (nocturne)
2. STRENGTH.
3. Digest (HOWLING 〜 INNOCENT SORROW 〜 Fre@K $HoW 〜 Valkyrie)
4. JAP
5. MC
6. キミノウタ
7. From Dusk Till Dawn
8. Ending

映像はスクイーズ形式で収録。

## 参加ミュージシャン
- 長谷川浩二：ドラム（#1-6,8,9,11,13）
- 真矢：ドラム（#7）
- SASSY（HIGH and MIGHTY COLOR）：ドラム（#10）
- IKUO：ベース（#1-11,13）
- 弦一徹：ストリングス（#7）
- Lynne Hobday：Female Voice（#8）